# Yousif Al-Dulaimi
Yousif Mustafa Salman Al-Dulaimi (ar. يوسف مصطفى سلمان الدليمي;ur. 31 grudnia 2003) – iracki zapaśnik walczący w stylu wolnym. 
Złoty medalista igrzysk panarabskich w 2023. Wicemistrz Arabski juniorów w 2022 roku.